# プラッド

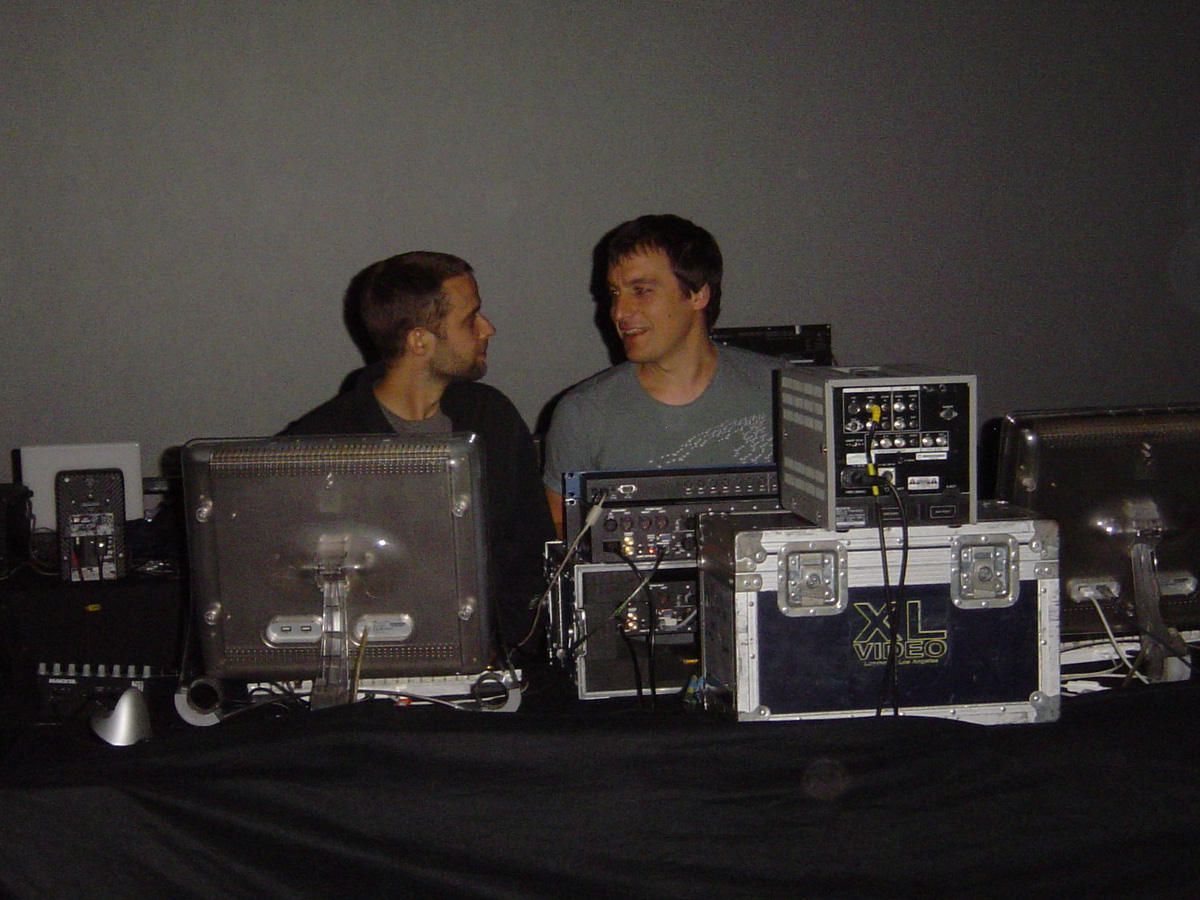
プラッド

プラッド (Plaid) はイギリスのバンドである。『プレイド』と読むこともある。メンバーはアンディ・ターナー(Andy Turner)、エド・ハンドレイ(Ed Handley)の2人、作曲する音楽ジャンルはテクノ、エレクトロニカである。主にワープ・レコーズからリリースしている。

## 経歴
2人ともかつて「ブラック・ドッグ・プロダクションズ」（Black Dog Productions、略称BDP。その他にも多数の変名を用いていた）に所属し、91年にはプラッドとしてのLP"Mbuki Mvuki"をBDPからリリースしている。95年に離脱し、プラッドでの音楽活動を再開するとまず、ユニークな作品を数多くリリースしていたクリア・レコーズからシングル"Android"を発表した。

### 活動
1998年のアルバム、Not For Threesにおいてビョークをゲストボーカルに迎えたり、近年ではマシュー・ハーバートの作品に参加するなどコラボレーションも多数行い、2006年のアルバム"Greedy Baby"ではDVDによる映像と音の融合を図るなど、現在も活発に活動を続けている。
エドによる名義"Balil"は単独でライジング・ハイからシングルをリリースしたり、Nort Routeがカール・クレイグの運営するレーベルのコンピレーションにデトロイト・テクノと共に収録されるなど歴史的な傑作が多い。
過去に、マーク・ブルームとのユニット"Repeat"や、ヒップホップ寄りのプロジェクト"Kushti"のプロデューサーとしてもアルバムを残している。

## ディスコグラフィー
2000年の『Trainer』は、未発表曲および『Mbuki Mvuki』『Android EP』収録曲、他にもBalilやAtypic, Turaなどの名義で様々なレーベルに提供された作品を収めた編集盤である。元々は3枚組（LPでは4枚組）としてリリースされる筈であったが、権利上の問題によりライジング・ハイ関連の曲が省かれ2枚組（LPでは3枚組）となった。

### アルバム
- 1991年 Mbuki Mvuki
- 1995年 Mind Over Rhythm Meets The Men From Plaid On The Planet Luv　(共演作も含めるとPlaidは3曲のみ)
- 1998年 Not For Threes
- 1999年 Rest Proof Clockwork
- 2000年 Trainer
- 2001年 Double Figure
- 2003年 Parts in the Post（リミックス集）
- 2003年 Spokes
- 2006年 Greedy Baby（Plaid & Bob Jaroc名義）
- 2006年 鉄コン筋クリート (Tekkon Kinkreet) O.S.T.
- 2008年 Heaven's Door O.S.T.
- 2011年 Scintilli
- 2014年 Reachy Prints
- 2016年 The Digging Remedy
- 2019年 Polymer

### シングル
- 1992年 Scoobs In Columbia
- 1992年 Black Dog Productions EP (A面はBalil, B面はAtypicの曲)
- 1993年 Parasight (Balil名義)
- 1995年 Android
- 1997年 Undoneson
- 1999年 Peel Session
- 2000年 Booc
- 2002年 P-Brane
- 2003年 Dial P

## 提供作品
- 鉄コン筋クリート(劇伴)